# Kennedy Square
Kennedy Square è un film muto del 1916 diretto da S. Rankin Drew.
ll film si basa sul romanzo Kennedy Square di F. Hopkinson Smith pubblicato a New York nel 1911.

## Trama
Ai primi dell'Ottocento, Harry Rutter - durante un ballo dato dai suoi genitori nella loro piantagione - batte a duello Langdon Willetts ma il suo comportamento provoca la riprovazione di Kate, la fidanzata, che rompe con lui. Pure il padre reagisce male, accusandolo di aver infranto ogni regola di buona educazione e di ospitalità. Harry trova rifugio a Kennedy Square, la residenza di St. George Temple, un suo buon amico che rischia di rovinarsi finanziariamente per appianargli i debiti. Stanco di vivere di carità, Harry parte per il Sudamerica dopo che la banca pignora la casa di St. George.
Alcuni anni dopo, avendo fatto fortuna, Harry ritorna e, dopo aver acquistato Kennedy Square per St. George, riconquista anche il cuore di Kate con la quale inizia a fare progetti per il loro prossimo matrimonio.

## Produzione
Il film fu prodotto dalla Vitagraph Company of America.

## Distribuzione
Distribuito dalla V-L-S-E, il film uscì nelle sale cinematografiche statunitensi il 21 febbraio 1916.